# Gerrit Bijlsma
Gerrit Wiebe Bijlsma (Bandung, 17 november 1929 – Haarlem, 13 augustus 2004) was een Nederlands waterpolospeler. Met het nationale team werd hij in 1950 Europees kampioen.
Gerrit Bijlsma nam als waterpoloër eenmaal deel aan de Olympische Spelen van 1952. Hij eindigde met het Nederlands team op de vijfde plaats. In de competitie speelde Bijlsma voor Het Y uit Amsterdam.
Gerrit Bijlsma · 
Cor Braasem · 
Joop Cabout · 
Ruud van Feggelen · 
Max van Gelder · 
Nijs Korevaar · 
Frits Smol